# Lista de finais femininas em simples do Torneio de Roland Garros
Esta é a lista de finais femininas em simples do Torneio de Roland Garros.
O período 1897–1967 refere-se à era amadora. Disputado apenas por membros do clube francês, a fase nacional, até 1924, é chamada de French National Championship. O torneio se internacionaliza no ano seguinte, tornando-se o French Championships.
O French Open, a partir de 1968, refere-se à era profissional ou aberta.

## Por ano

### Era aberta
| Ano  | Campeã                  | Vice-campeã              | Resultado       | Piso |
| ---- | ----------------------- | ------------------------ | --------------- | ---- |
| 2025 | Coco Gauff              | Aryna Sabalenka          | 65–7, 6–2, 6–4  |      |
| 2024 | Iga Świątek             | Jasmine Paolini          | 6–2, 6–1        |      |
| 2023 | Iga Świątek             | Karolína Muchová         | 6–2, 5–7, 6–4   |      |
| 2022 | Iga Świątek             | Coco Gauff               | 6–1, 6–3        |      |
| 2021 | Barbora Krejčíková      | Anastasia Pavlyuchenkova | 6–1, 2–6, 6–4   |      |
| 2020 | Iga Świątek             | Sofia Kenin              | 6–4, 6–1        |      |
| 2019 | Ashleigh Barty          | Markéta Vondroušová      | 6–1, 6–3        |      |
| 2018 | Simona Halep            | Sloane Stephens          | 3–6, 6–4, 6–1   |      |
| 2017 | Jeļena Ostapenko        | Simona Halep             | 4–6, 6–4, 6–3   |      |
| 2016 | Garbiñe Muguruza        | Serena Williams          | 7–5, 6–4        |      |
| 2015 | Serena Williams         | Lucie Šafářová           | 6–3, 26–7, 6–2  |      |
| 2014 | Maria Sharapova         | Simona Halep             | 6–4, 56–7, 6–4  |      |
| 2013 | Serena Williams         | Maria Sharapova          | 6–4, 6–4        |      |
| 2012 | Maria Sharapova         | Sara Errani              | 6–3, 6–2        |      |
| 2011 | Li Na                   | Francesca Schiavone      | 6–4, 7–60       |      |
| 2010 | Francesca Schiavone     | Samantha Stosur          | 6–4, 7–62       |      |
| 2009 | Svetlana Kuznetsova     | Dinara Safina            | 6–4, 6–2        |      |
| 2008 | Ana Ivanović            | Dinara Safina            | 6–4, 6–3        |      |
| 2007 | Justine Henin           | Ana Ivanović             | 6–1, 6–2        |      |
| 2006 | Justine Henin           | Svetlana Kuznetsova      | 6–4, 6–4        |      |
| 2005 | Justine Henin           | Mary Pierce              | 6–1, 6–1        |      |
| 2004 | Anastasia Myskina       | Elena Dementieva         | 6–1, 6–2        |      |
| 2003 | Justine Henin           | Kim Clijsters            | 6–0, 6–4        |      |
| 2002 | Serena Williams         | Venus Williams           | 7–5, 6–3        |      |
| 2001 | Jennifer Capriati       | Kim Clijsters            | 1–6, 6–4, 12–10 |      |
| 2000 | Mary Pierce             | Conchita Martínez        | 6–2, 7–5        |      |
| 1999 | Steffi Graf             | Martina Hingis           | 4–6, 7–5, 6–2   |      |
| 1998 | Arantxa Sánchez Vicario | Monica Seles             | 7–65, 0–6, 6–2  |      |
| 1997 | Iva Majoli              | Martina Hingis           | 6–4, 6–2        |      |
| 1996 | Steffi Graf             | Arantxa Sánchez Vicario  | 6–3, 46–7, 10–8 |      |
| 1995 | Steffi Graf             | Arantxa Sánchez Vicario  | 7–5, 4–6, 6–0   |      |
| 1994 | Arantxa Sánchez Vicario | Mary Pierce              | 6–4, 6–4        |      |
| 1993 | Steffi Graf             | Mary Joe Fernández       | 4–6, 6–2, 6–4   |      |
| 1992 | Monica Seles            | Steffi Graf              | 6–2, 3–6, 10–8  |      |
| 1991 | Monica Seles            | Arantxa Sánchez Vicario  | 6–3, 6–4        |      |
| 1990 | Monica Seles            | Steffi Graf              | 7–66, 6–4       |      |
| 1989 | Arantxa Sánchez Vicario | Steffi Graf              | 7–66, 3–6, 7–5  |      |
| 1988 | Steffi Graf             | Natasha Zvereva          | 6–0, 6–0        |      |
| 1987 | Steffi Graf             | Martina Navrátilová      | 6–4, 4–6, 8–6   |      |
| 1986 | Chris Evert             | Martina Navrátilová      | 2–6, 6–3, 6–3   |      |
| 1985 | Chris Evert             | Martina Navrátilová      | 6–3, 46–7, 7–5  |      |
| 1984 | Martina Navrátilová     | Chris Evert              | 6–3, 6–1        |      |
| 1983 | Chris Evert             | Mima Jaušovec            | 6–1, 6–2        |      |
| 1982 | Martina Navrátilová     | Andrea Jaeger            | 7–6, 6–1        |      |
| 1981 | Hana Mandlíková         | Sylvia Hanika            | 6–2, 6–4        |      |
| 1980 | Chris Evert             | Virginia Ruzici          | 6–0, 6–3        |      |
| 1979 | Chris Evert             | Wendy Turnbull           | 6–2, 6–0        |      |
| 1978 | Virginia Ruzici         | Mima Jaušovec            | 6–2, 6–2        |      |
| 1977 | Mima Jaušovec           | Florenta Mihai           | 6–2, 6–7, 6–1   |      |
| 1976 | Sue Barker              | Renata Tomanova          | 6–2, 0–6, 6–2   |      |
| 1975 | Chris Evert             | Martina Navrátilová      | 2–6, 6–2, 6–1   |      |
| 1974 | Chris Evert             | Olga Morozova            | 6–1, 6–2        |      |
| 1973 | Margaret Court          | Chris Evert              | 6–7, 7–6, 6–4   |      |
| 1972 | Billie Jean King        | Evonne Goolagong Cawley  | 6–3, 6–3        |      |
| 1971 | Evonne Goolagong Cawley | Helen Gourlay            | 6–3, 7–5        |      |
| 1970 | Margaret Court          | Helga Niessen            | 6–2, 6–4        |      |
| 1969 | Margaret Court          | Ann Haydon Jones         | 6–1, 4–6, 6–3   |      |
| 1968 | Nancy Richey            | Ann Haydon Jones         | 5–7, 6–4, 6–1   |      |

### Era amadora
| Ano                                                                        | Campeã                      | Vice-campeã                  | Resultado            | Piso |
| -------------------------------------------------------------------------- | --------------------------- | ---------------------------- | -------------------- | ---- |
| 1967                                                                       | Françoise Dürr              | Lesley Turner                | 4–6, 6–3, 6–4        |      |
| 1966                                                                       | Ann Haydon Jones            | Nancy Richey                 | 6–3, 6–1             |      |
| 1965                                                                       | Lesley Turner Bowrey        | Margaret Court               | 6–3, 6–4             |      |
| 1964                                                                       | Margaret Court              | Maria Esther Bueno           | 5–7, 6–1, 6–2        |      |
| 1963                                                                       | Lesley Turner Bowrey        | Ann Haydon Jones             | 2–6, 6–3, 7–5        |      |
| 1962                                                                       | Margaret Court              | Lesley Turner                | 6–3, 3–6, 7–5        |      |
| 1961                                                                       | Ann Haydon Jones            | Yola Ramírez                 | 6–2, 6–1             |      |
| 1960                                                                       | Darlene Hard                | Yola Ramírez                 | 6–3, 6–4             |      |
| 1959                                                                       | Christine Truman Janes      | Zsuzsi Kormoczy              | 6–4, 7–5             |      |
| 1958                                                                       | Zsuzsa Körmöczy             | Shirley Bloomer              | 6–4, 1–6, 6–2        |      |
| 1957                                                                       | Shirley Bloomer Brasher     | Dorothy Knode                | 6–1, 6–3             |      |
| 1956                                                                       | Althea Gibson               | Angela Mortimer              | 6–0, 12–10           |      |
| 1955                                                                       | Angela Mortimer Barrett     | Dorothy Knode                | 2–6, 7–5, 10–8       |      |
| 1954                                                                       | Maureen Connolly Brinker    | Ginette Bucaille             | 6–4, 6–1             |      |
| 1953                                                                       | Maureen Connolly Brinker    | Doris Hart                   | 6–2, 6–4             |      |
| 1952                                                                       | Doris Hart                  | Shirley Fry                  | 6–4, 6–4             |      |
| 1951                                                                       | Shirley Fry Irvin           | Doris Hart                   | 6–3, 3–6, 6–3        |      |
| 1950                                                                       | Doris Hart                  | Pat Todd                     | 6–4, 4–6, 6–2        |      |
| 1949                                                                       | Margaret Osborne duPont     | Nelly Adamson-Landry         | 7–5, 6–2             |      |
| 1948                                                                       | Nelly Adamson Landry        | Shirley Fry                  | 6–2, 0–6, 6–0        |      |
| 1947                                                                       | Patricia Canning Todd       | Doris Hart                   | 6–3, 3–6, 6–4        |      |
| 1946                                                                       | Margaret Osborne duPont     | Pauline Betz                 | 1–6, 8–6, 7–5        |      |
| 1945                                                                       | Lolette Payot ‡‡            | Simone Iribarne Lafargue     | 6–3, 6–4             |      |
| 1944                                                                       | Raymonde Jones Veber ‡‡     | Jacqueline Patorni           | 6–4, 9–7             |      |
| 1943                                                                       | Simone Iribarne Lafargue ‡‡ | Alice Weiwers                | 6–1, 7–5             |      |
| 1942                                                                       | Alice Weiwers ‡‡            | Lolette Payot                | 6–4, 6–4             |      |
| 1941                                                                       | Alice Weiwers ‡‡            | Anne-Marie Seghers           | 6–3, 6–0             |      |
| Torneio não realizado em 1940, devido à Segunda Guerra Mundial.            |                             |                              |                      |      |
| 1939                                                                       | Simone Mathieu              | Jadwiga Jedrzejowska         | 6–3, 8–6             |      |
| 1938                                                                       | Simone Mathieu              | Nelly Landry                 | 6–0, 6–3             |      |
| 1937                                                                       | Hilde Krahwinkel Sperling   | Simone Mathieu               | 6–2, 6–4             |      |
| 1936                                                                       | Hilde Krahwinkel Sperling   | Simone Mathieu               | 6–3, 6–4             |      |
| 1935                                                                       | Hilde Krahwinkel Sperling   | Simone Mathieu               | 6–2, 6–1             |      |
| 1934                                                                       | Margaret Scriven-Vivian     | Helen Hull Jacobs            | 7–5, 4–6, 6–1        |      |
| 1933                                                                       | Margaret Scriven-Vivian     | Simone Mathieu               | 6–2, 4–6, 6–4        |      |
| 1932                                                                       | Helen Wills                 | Simone Mathieu               | 7–5, 6–1             |      |
| 1931                                                                       | Cilly Aussem                | Betty Nuthall                | 8–6, 6–1             |      |
| 1930                                                                       | Helen Wills                 | Helen Hull Jacobs            | 6–2, 6–1             |      |
| 1929                                                                       | Helen Wills                 | Simone Mathieu               | 6–3, 6–4             |      |
| 1928                                                                       | Helen Wills                 | Eileen Bennett               | 6–1, 6–2             |      |
| 1927                                                                       | Kornelia Bouman             | Irene Peacock                | 6–2, 6–4             |      |
| 1926                                                                       | Suzanne Lenglen             | Mary Browne                  | 6–1, 6–0             |      |
| 1925                                                                       | Suzanne Lenglen             | Kitty McKane                 | 6–1, 6–2             |      |
| 1924                                                                       | Julie Vlasto ‡              | Jeanne Vaussard              | 6–2, 6–3             |      |
| 1923                                                                       | Suzanne Lenglen ‡           | Germaine Golding             | 6–1, 6–4             |      |
| 1922                                                                       | Suzanne Lenglen ‡           | Germaine Golding             | 6–4, 6–0             |      |
| 1921                                                                       | Suzanne Lenglen ‡           | Germaine Golding             | w.o.                 |      |
| 1920                                                                       | Suzanne Lenglen ‡           | Marguerite Broquedis-Billout | 6–1, 7–5             |      |
| Torneio não realizado entre 1915 e 1919, devido à Primeira Guerra Mundial. |                             |                              |                      |      |
| 1914                                                                       | Marguerite Broquedis ‡      | Suzanne Lenglen              | 5–7, 6–4, 6–3        |      |
| 1913                                                                       | Marguerite Broquedis ‡      | Jeanne Matthey               | 6–3, 6–3             |      |
| 1912                                                                       | Jeanne Matthey ‡            | Marie Danet                  | 6–2, 7–5             |      |
| 1911                                                                       | Jeanne Matthey ‡            | Marguerite Broquedis         | 6–2, 7–5             |      |
| 1910                                                                       | Jeanne Matthey ‡            | Germaine Régnier             | 1–6, 6–1, 9–7        |      |
| 1909                                                                       | Jeanne Matthey ‡            | Abeille Villard Gallay       | 10–8, 6–4            |      |
| 1908                                                                       | Kate Gillou ‡               | Pean                         | 6–2, 6–2             |      |
| 1907                                                                       | Comtesse de Kermel ‡        | Catherine d'Aliney d'Elva    | 6–1, ab.             |      |
| 1906                                                                       | Kate Gillou ‡               | Mac Veagh                    | Desconhecido.        |      |
| 1905                                                                       | Kate Gillou ‡               | Yvonne de Pfeffel            | 6–0, 11–9            |      |
| 1904                                                                       | Kate Gillou ‡               | Adine Masson                 | Desconhecido.        |      |
| 1903                                                                       | Adine Masson ‡              | Kate Gillou                  | 6–0, 6–8, 6–0        |      |
| 1902                                                                       | Adine Masson ‡              | P Girod                      | 6–0, 6–1             |      |
| 1901                                                                       | P. Girod ‡                  | Leroux                       | 6–1, 6–1             |      |
| 1900                                                                       | Hélène Prévost ‡            | —                            | Final não realizada. |      |
| 1899                                                                       | Adine Masson ‡              | —                            | Final não realizada. |      |
| 1898                                                                       | Adine Masson ‡              | —                            | Final não realizada. |      |
| 1897                                                                       | Adine Masson ‡              | P Girod                      | 6–3, 6–1             |      |

Pisos: 
      Duro 
      Saibro 
      Grama 
      Carpete 
| Legenda |
| ‡ Edição reservada a jogadores franceses ou residentes em França. Não reconhecido como Torneio do Grand Slam pela Federação Internacional de Tênis.                                              |
| ‡‡ Torneio não realizado entre 1940 e 1945, devido à Segunda Guerra Mundial. Não reconhecido como Torneio do Grand Slam pela Federação Internacional de Tênis. Para mais, veja Tornoi de France. |

## Estatísticas

### Múltíplas campeãs
|   | Recorde                                               |
| * | Não reconhecido pela Federação Internacional de Tênis |

| Jogadora                  | Total | Era aberta | Anos                                     |
| ------------------------- | ----- | ---------- | ---------------------------------------- |
| Chris Evert               | 7     | 7          | 1974, 1975, 1979, 1980, 1983, 1985, 1986 |
| Suzanne Lenglen           | 6     | 0          | 1920*, 1921*, 1922*, 1923*, 1925, 1926   |
| Steffi Graf               | 6     | 6          | 1987, 1988, 1993, 1995, 1996, 1999       |
| Adine Masson              | 5     | 0          | 1897*, 1898*, 1899*, 1902*, 1903*        |
| Margaret Court            | 5     | 3          | 1962, 1964, 1969, 1970, 1973             |
| Kate Gillou               | 4     | 0          | 1904*, 1905*, 1906*, 1908*               |
| Jeanne Matthey            | 4     | 0          | 1909*, 1910*, 1911*, 1912*               |
| Helen Wills               | 4     | 0          | 1928, 1929, 1930, 1932                   |
| Justine Henin             | 4     | 4          | 2003, 2005, 2006, 2007                   |
| Iga Świątek               | 4     | 4          | 2020, 2022, 2023, 2024                   |
| Hilde Krahwinkel Sperling | 3     | 0          | 1935, 1936, 1937                         |
| Monica Seles              | 3     | 3          | 1990, 1991, 1992                         |
| Arantxa Sánchez Vicario   | 3     | 3          | 1989, 1994, 1998                         |
| Serena Williams           | 3     | 3          | 2002, 2013, 2015                         |
| Margaret Scriven          | 2     | 0          | 1933, 1934                               |
| Simone Mathieu            | 2     | 0          | 1938, 1939                               |
| Alice Weiwers             | 2     | 0          | 1941*, 1942*                             |
| Margaret Osborne duPont   | 2     | 0          | 1946, 1949                               |
| Doris Hart                | 2     | 0          | 1950, 1952                               |
| Maureen Connolly Brinker  | 2     | 0          | 1953, 1954                               |
| Lesley Turner Bowrey      | 2     | 0          | 1963, 1965                               |
| Ann Haydon Jones          | 2     | 0          | 1961, 1966                               |
| Martina Navratilova       | 2     | 2          | 1982, 1984                               |
| Maria Sharapova           | 2     | 2          | 2012, 2014                               |
| Hélène Prévost            | 1     | 0          | 1900*                                    |
| P. Girod                  | 1     | 0          | 1901*                                    |
| Comtesse de Kermel        | 1     | 0          | 1907*                                    |
| Julie Vlasto              | 1     | 0          | 1924*                                    |
| Kornelia Bouman           | 1     | 0          | 1927                                     |
| Cilly Aussem              | 1     | 0          | 1931                                     |
| Simone Iribarne Lafargue  | 1     | 0          | 1943*                                    |
| Raymonde Jones Veber      | 1     | 0          | 1944*                                    |
| Lolette Payot             | 1     | 0          | 1945*                                    |
| Patricia Canning Todd     | 1     | 0          | 1947                                     |
| Nelly Adamson Landry      | 1     | 0          | 1948                                     |
| Shirley Fry Irvin         | 1     | 0          | 1951                                     |
| Angela Mortimer Barrett   | 1     | 0          | 1955                                     |
| Althea Gibson             | 1     | 0          | 1956                                     |
| Shirley Bloomer Brasher   | 1     | 0          | 1957                                     |
| Zsuzsa Körmöczy           | 1     | 0          | 1958                                     |
| Christine Truman Janes    | 1     | 0          | 1959                                     |
| Darlene Hard              | 1     | 0          | 1960                                     |
| Françoise Dürr            | 1     | 0          | 1967                                     |
| Nancy Richey              | 1     | 1          | 1968                                     |
| Evonne Goolagong Cawley   | 1     | 1          | 1971                                     |
| Billie Jean King          | 1     | 1          | 1972                                     |
| Sue Barker                | 1     | 1          | 1976                                     |
| Mima Jaušovec             | 1     | 1          | 1977                                     |
| Virginia Ruzici           | 1     | 1          | 1978                                     |
| Hana Mandlíková           | 1     | 1          | 1981                                     |
| Iva Majoli                | 1     | 1          | 1997                                     |
| Mary Pierce               | 1     | 1          | 2000                                     |
| Jennifer Capriati         | 1     | 1          | 2001                                     |
| Anastasia Myskina         | 1     | 1          | 2004                                     |
| Ana Ivanović              | 1     | 1          | 2008                                     |
| Svetlana Kuznetsova       | 1     | 1          | 2009                                     |
| Francesca Schiavone       | 1     | 1          | 2010                                     |
| Li Na                     | 1     | 1          | 2011                                     |
| Garbiñe Muguruza          | 1     | 1          | 2016                                     |
| Jeļena Ostapenko          | 1     | 1          | 2017                                     |
| Simona Halep              | 1     | 1          | 2018                                     |
| Ashleigh Barty            | 1     | 1          | 2019                                     |
| Barbora Krejčíková        | 1     | 1          | 2021                                     |

### Campeãs por país
|  | Recorde      |
|  | País Extinto |

| País               | Total | Era aberta |
| ------------------ | ----- | ---------- |
| França             | 32    | 1          |
| Estados Unidos     | 29    | 15         |
| Austrália          | 9     | 5          |
| Alemanha           | 8     | 4          |
| Grã-Bretanha       | 8     | 1          |
| Bélgica            | 4     | 4          |
| Espanha            | 4     | 4          |
| Polónia            | 4     | 4          |
| Rússia             | 4     | 4          |
| Iugoslávia         | 3     | 3          |
| Alemanha Ocidental | 2     | 2          |
| Roménia            | 2     | 2          |
| Luxemburgo         | 2     | 0          |
| China              | 1     | 1          |
| Chéquia            | 1     | 1          |
| Croácia            | 1     | 1          |
| Itália             | 1     | 1          |
| Sérvia             | 1     | 1          |
| Checoslováquia     | 1     | 1          |
| Hungria            | 1     | 0          |
| Países Baixos      | 1     | 0          |
| Suíça              | 1     | 0          |